# Феодор I (неаполітанський дука)
Феодор I (†729), неаполітанський дука (719–729). Володів титулом консула та дуки.
Під час свого правління побудував у Неаполі храм на честь святих Іоанна та Павла.